# Jacques Balmat

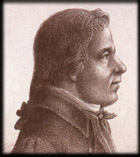
Jacques Balmat

Jacques Balmat (ur. w 1762 w Chamonix, zm. w 1834 w Sixt-Fer-à-Cheval, dziś w departamencie Hautes-Alpes) – francuski góral z doliny Chamonix, jeden z pierwszych zdobywców Mont Blanc.

## Życiorys
Jacques Balmat zajmował się poszukiwaniem kryształów górskich i polowaniem na kozice. Dość dobrze poznał stoki masywu Mont Blanc, jednak i on przez długi czas nie wchodził powyżej linii wiecznego śniegu i uznawał niedostępność tego szczytu. Pomimo tego, iż wiedział o nagrodzie, jaką obiecał H.-B. de Saussure za wskazanie drogi na szczyt Mont Blanc, nie podejmował specjalnych wysiłków by ją odszukać.
8 czerwca 1786 r. Balmat przyłączył się do wyprawy przewodników górskich z Chamonix, poszukujących drogi wejścia na szczyt Mont Blanc. Dotarł wówczas przez szczyt Dôme du Goûter (4304 m n.p.m.) na przełęcz Col du Dôme (4237 m n.p.m.), oddzielającą go od szczytowej kopuły Mont Blanc i miał możliwość zapoznać się z bliska z górnymi partiami północnych stoków góry w rejonie Grand Plateau. 7 sierpnia 1786 r. zaoferował swe usługi jako tragarz doktorowi M.-G. Paccardowi, planującemu zdobycie Mont Blanc drogą przez Grand Plateau. Następnego dnia obaj stanęli na szczycie. Tydzień później Balmat odebrał w Genewie nagrodę od de Saussure, a liczne publikacje prasowe M. T. Bourrita przypisały mu wszystkie zasługi w zdobyciu Mont Blanc.
W następnym roku, tj. 1787, Balmat stanął na szczycie Mont Blanc jeszcze dwukrotnie: 5 lipca (z dwoma przewodnikami z Chamonix) oraz 3 sierpnia (z wyprawą de Saussure). Po tym ostatnim wejściu został kreowany na przewodnika, a Wiktor Amadeusz III, król Sardynii (i ówczesny władca Sabaudii i Piemontu) zezwolił mu oficjalnie na dodawanie do nazwiska przydomku de Mont Blanc.
Po zwycięskim zejściu do Chamonix 4 sierpnia Balmat dowiedział się o śmierci swojej córki Judith, leczonej właśnie przez doktora Paccarda. Balmat odczuwał prawdopodobnie żal do Paccarda, że ten – zamiast opiekować się chorą – podjął kilkudniową wyprawę górską. Po śmierci doktora Balmat systematycznie wyolbrzymiał swe zasługi w pokonaniu Mont Blanc. W połączeniu z wcześniejszymi i późniejszymi publikacjami doprowadziło to do tego, że jeszcze na początku XX wieku był on uznawany za głównego autora zdobycia najwyższego szczytu Europy. To on – wraz z Horacym de Saussure – figurują na wzniesionym w 1887 r. w Chamonix pomniku, poświęconym zdobywcom „Białej Góry”.
J. Balmat zaginął w wieku 72 lat, poszukując złota w otoczeniu górnej części doliny Giffre. Jego ciała nigdy nie znaleziono. Poświęcono mu tablicę pamiątkową na ścianie kościoła parafialnego w Sixt-Fer-à-Cheval.
Biografię Balmata napisał w 1986 r., z okazji 200-lecia zdobycia Mont Blanc, Roger Canac. Bohaterem swej książki uczynił go również w 2002 r. pisarz sabaudzki Jean-Pierre Spilmont.